# Vlastimil Mařinec
Vlastimil Mařinec (Checoslovaquia, 9 de enero de 1957) es un atleta checoslovaco retirado especializado en la prueba de triple salto, en la que consiguió ser subcampeón europeo en pista cubierta en 1984.

## Carrera deportiva
En el Campeonato Europeo de Atletismo en Pista Cubierta de 1984 ganó la medalla de plata en el triple salto, con un salto de 17.16 metros, tras el soviético Grigoriy Yemets  (oro con 17.33 metros) y por delante del húngaro Béla Bakosi.